# Айлиль Молт
Айлиль Молт (также Айлиль, сын Ната И; др.‑ирл. Ailill Molt; погиб в 482) — Верховный король Ирландии и король Коннахта. Его отец Нат И был сыном Фиахры мак Эхаха, брата Ниалла Девяти Заложников, основателя правившей в Коннахте династии Уи Фиахрах.

## Биография
Согласно средневековым спискам королей Коннахта, Айлиль Молт правил этим королевством 11 лет. Его предшественником на престоле был король Амалгайд мак Фиахрах, преемником — Дауи Тенга Ума.
Многие специалисты считают, что позднее источники, в том числе анналы, подверглись сильному редактированию в пользу Уи Нейллов: при этом некоторые короли были исключены из списков Верховных королей Ирландии, а некоторые искусственно причислены к Уи Нейллам. Айлиль Молт оказывается одним из немногих верховных королей Ирландии, не принадлежавших к династии Уи Нейллов. Предполагается, что он стал королём после гибели Лоэгайре в 463 году. Среди событий его царствования называются «праздник Тары» (feis Temro) — церемония королевской инициации, победа над лейнстерцами при Дума Ахир. Упоминается также сражение с лейнстерцами при Бри Эле, которое летописцы именуют «кулачной дракой» (dorngal) Айлиль Молт был убит в битве при Охе, где принимали участие его преемники — Лугайд мак Лоэгайри и Муйрхертах мак Эрка.
Прозвище Айлиля — «Молт» — означает «валух (кастрированный баран)». Откуда оно возникло, не вполне ясно. Согласно средневековому словарю «Правда имён» (Coir Anmann), — «поскольку у его матери, Этне, дочери Конраха, возникло желание (поесть) мяса валуха; и супруга короля, Фиал, дочь Эоху, дала ему такое прозвище. Или же Айлиль Молт — это mó a folt (у него больше [длиннее] волосы), поскольку волосы у него были длиннее, чем у других его братьев».